# Dorotheenstädtischer Friedhof

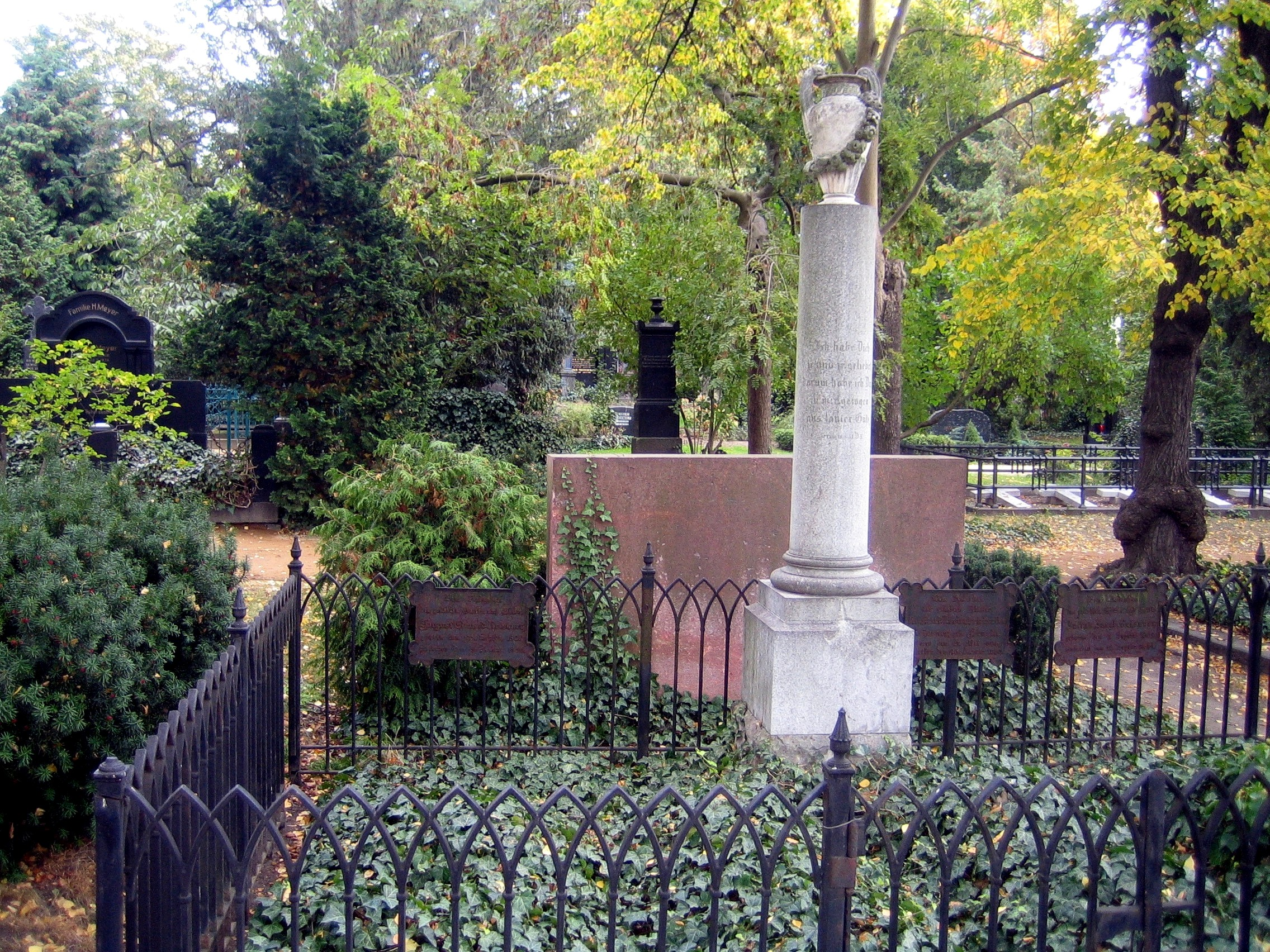
Gravar på Dorotheenstädtischer Friedhof.

Dorotheenstädtischer Friedhof, Friedhof der Dorotheenstädtischen und Friedrichswerderschen Gemeinden är en begravningsplats i stadsdelen Mitte i Berlin, med ingång från gatuadressen Chausseestrasse 126. Begravningsplatsen anlades 1762 utanför Berlins norra stadsport, Oranienburger Tor.
Dorotheenstadts och Friedrichswerders församlingar hade en rad betydande kulturella institutioner och utbildningsinstitutioner i sitt område, och många av de som verkade vid Akademie der Künste, Singakademie, Bauakademie, Preussens vetenskapsakademi och Berlins universitet hade också sina bostäder i församlingarna. På Dorotheenstädtischer Friedhof ligger därför ett stort antal konstnärer, författare, musiker och andra historiska personer vilket ger den en stor konsthistorisk och kulturell betydelse.

## Gravar
På Dorotheenstädtischer Friedhof ligger bland andra:
- Dietrich Bonhoeffer
- Klaus Bonhoeffer
- August Borsig
- Bertolt Brecht
- Hans von Dohnanyi
- Hanns Eisler
- Johann Gottlieb Fichte
- Günter Gaus
- Georg Wilhelm Friedrich Hegel
- Friedrich Eduard Hoffmann
- Heinrich Mann
- Heiner Müller4
- Johannes Rau
- Karl Friedrich Schinkel
- Anna Seghers

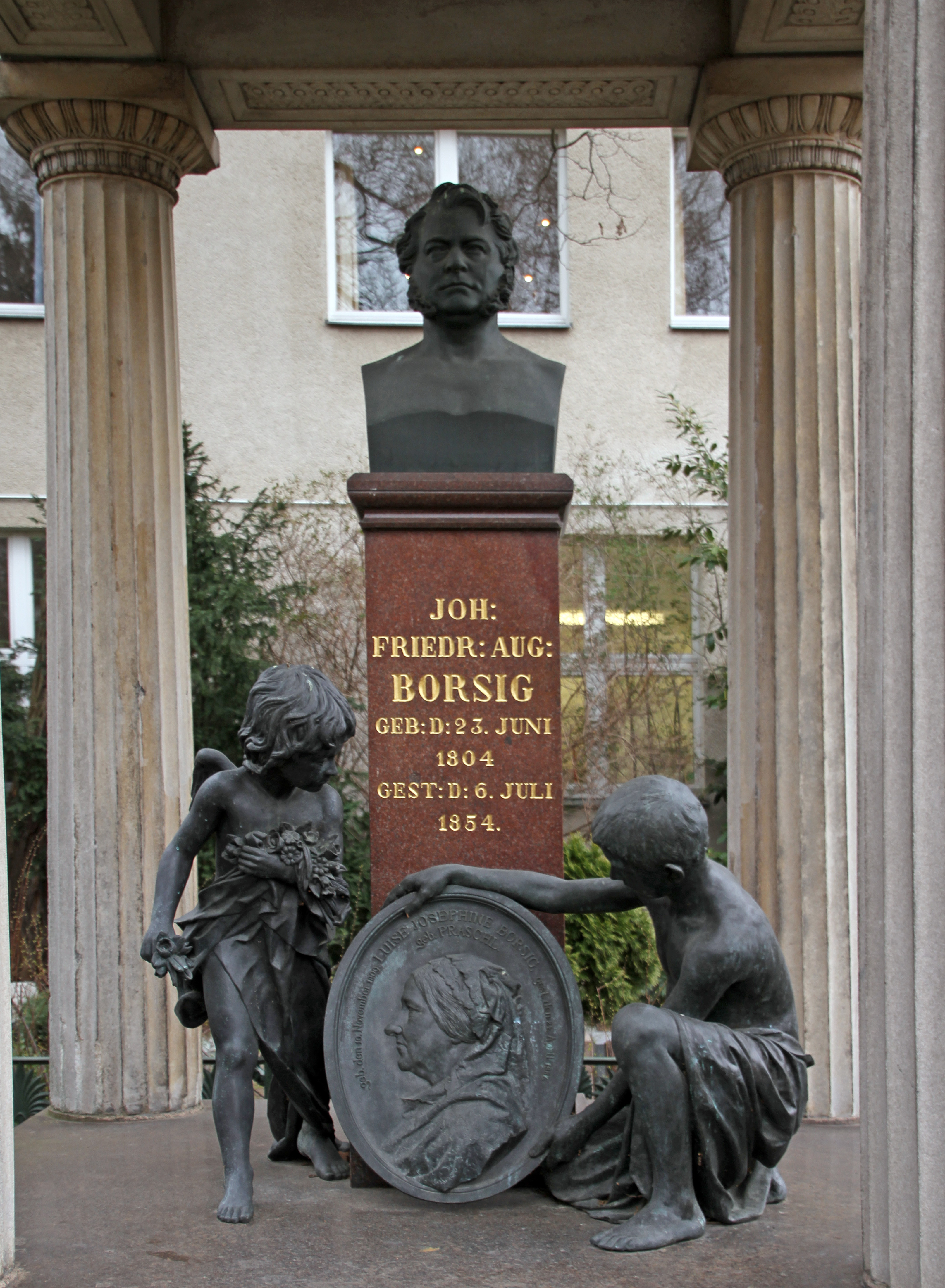
Borsigs grav
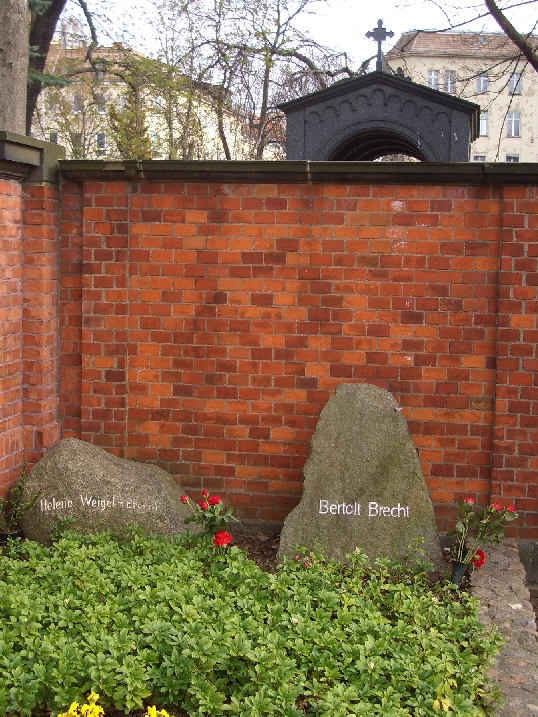
Brechts grav
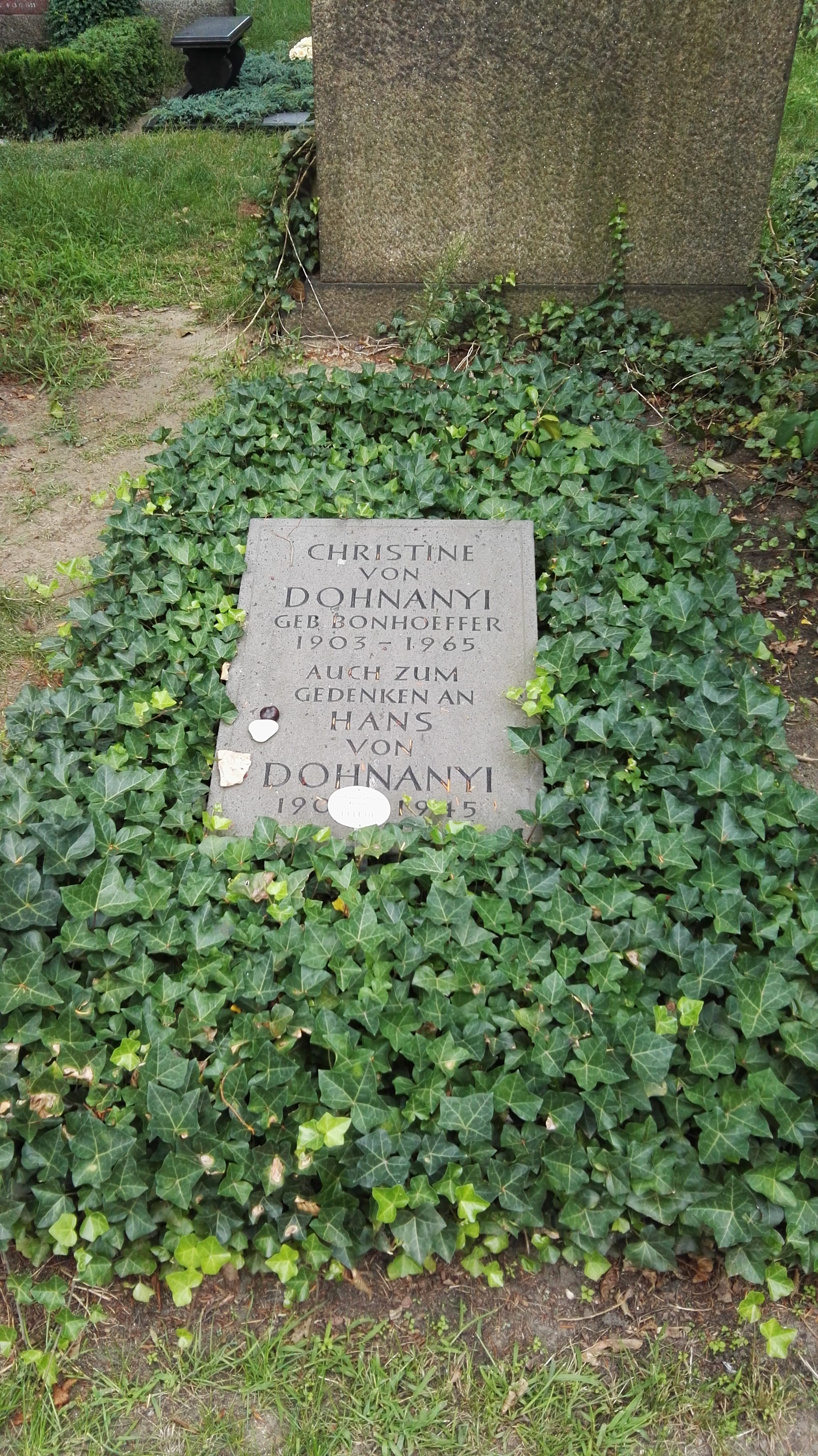
von Dohnanyis grav
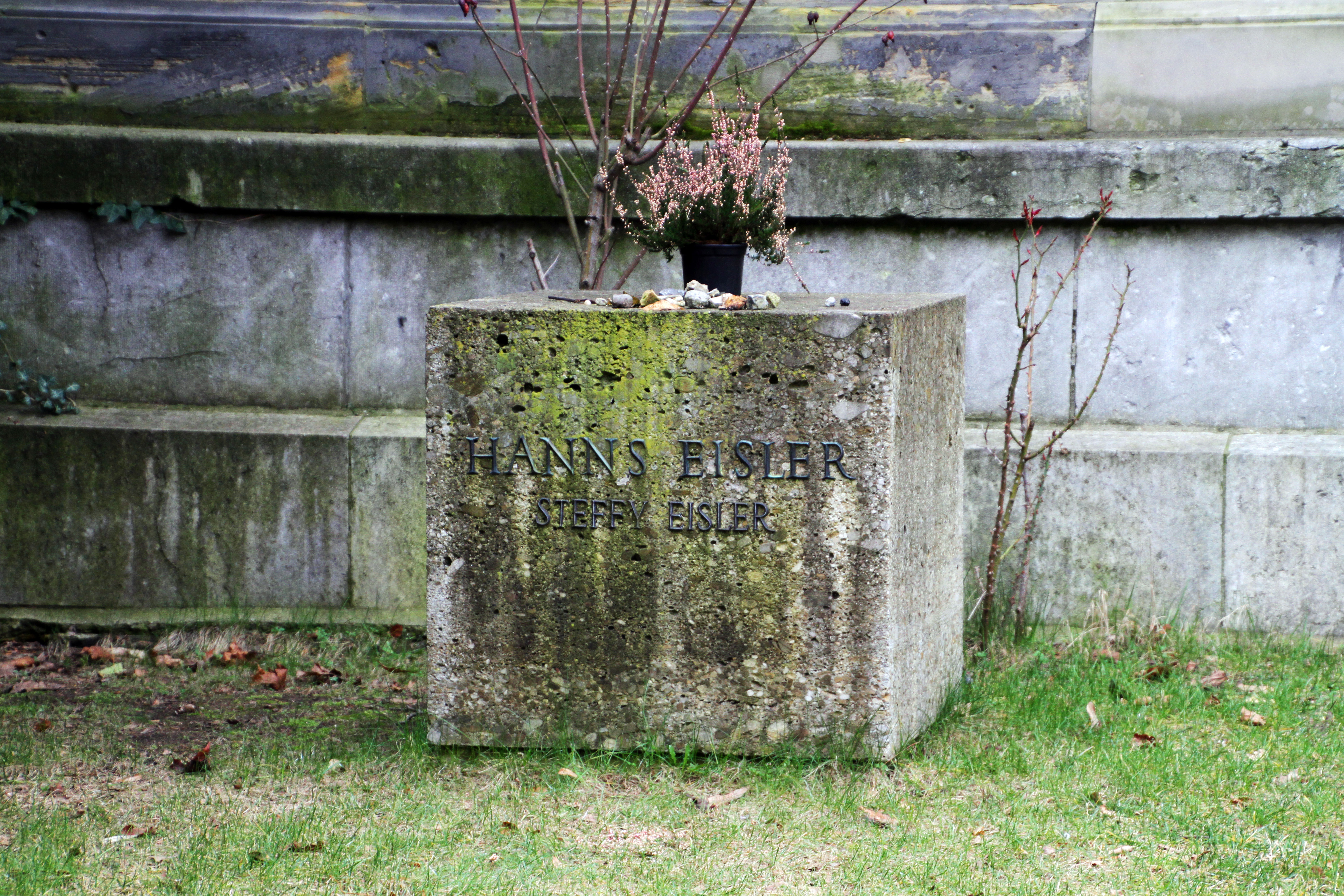
Eislers grav
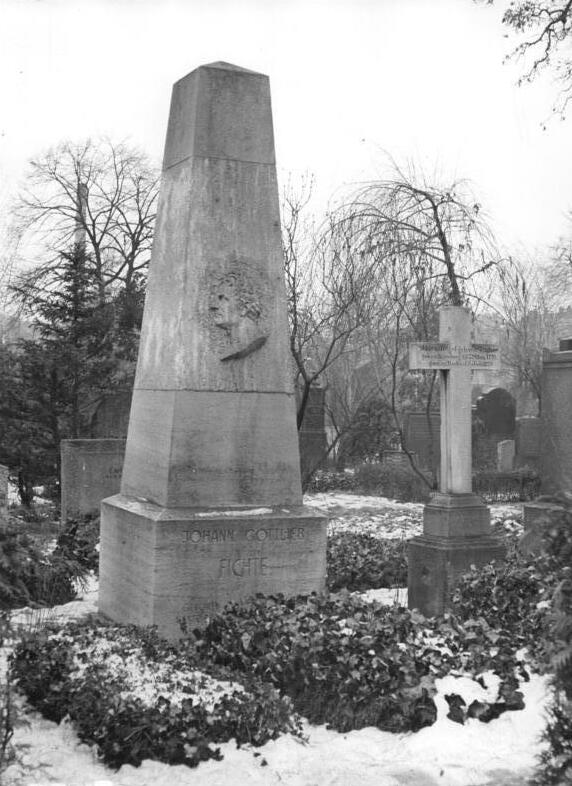
Fichtes grav.
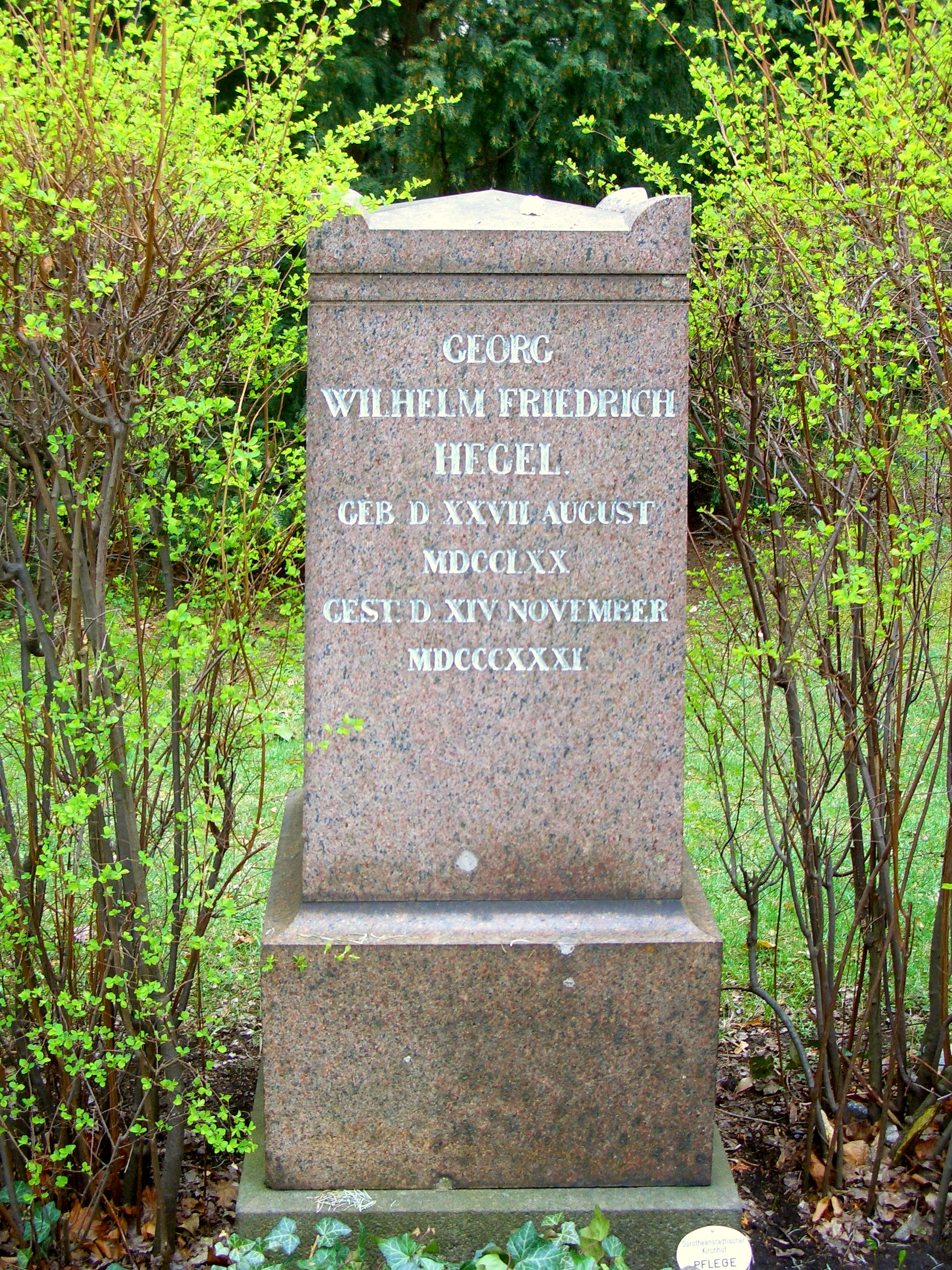
Hegels grav.
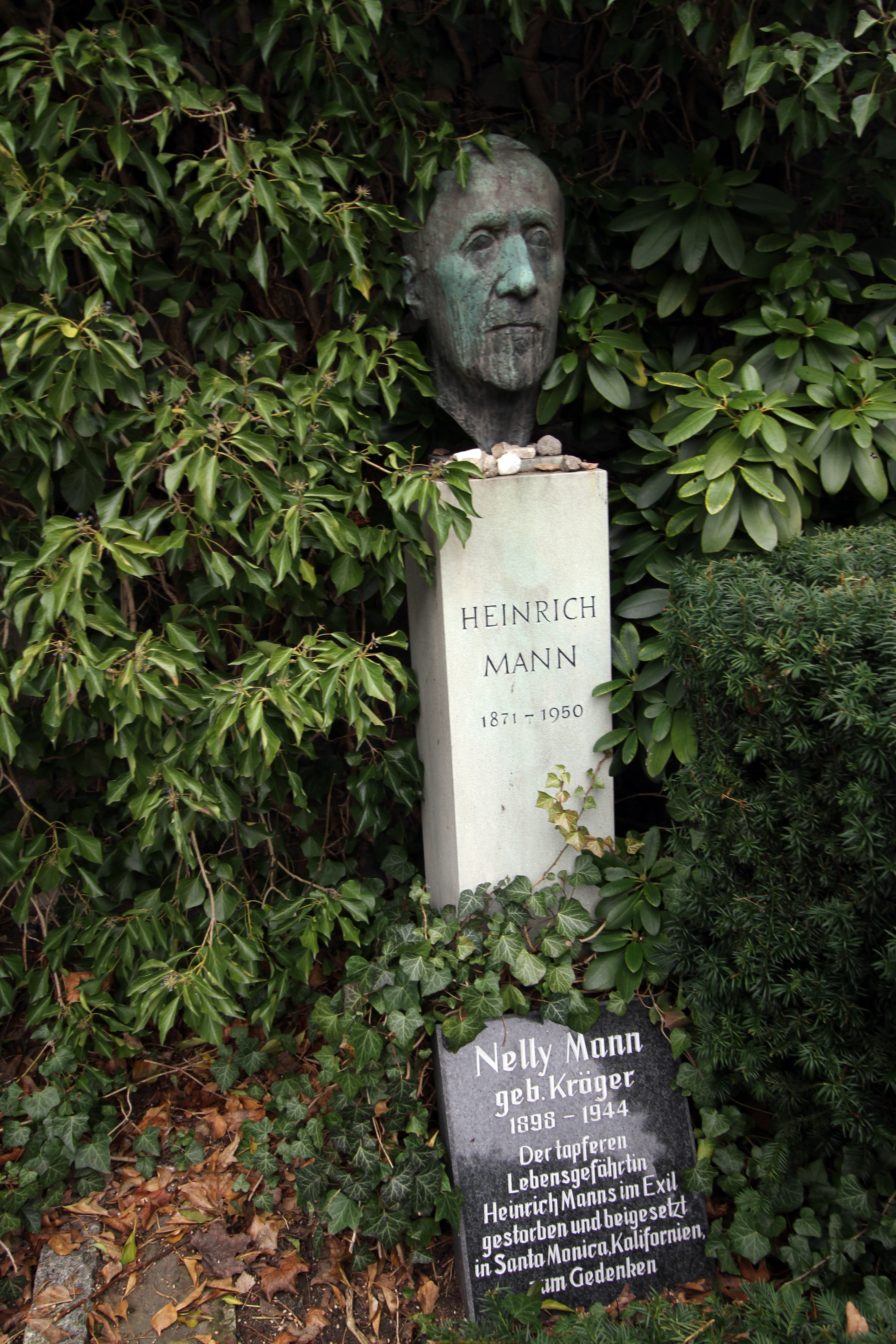
Heinrich Manns grav
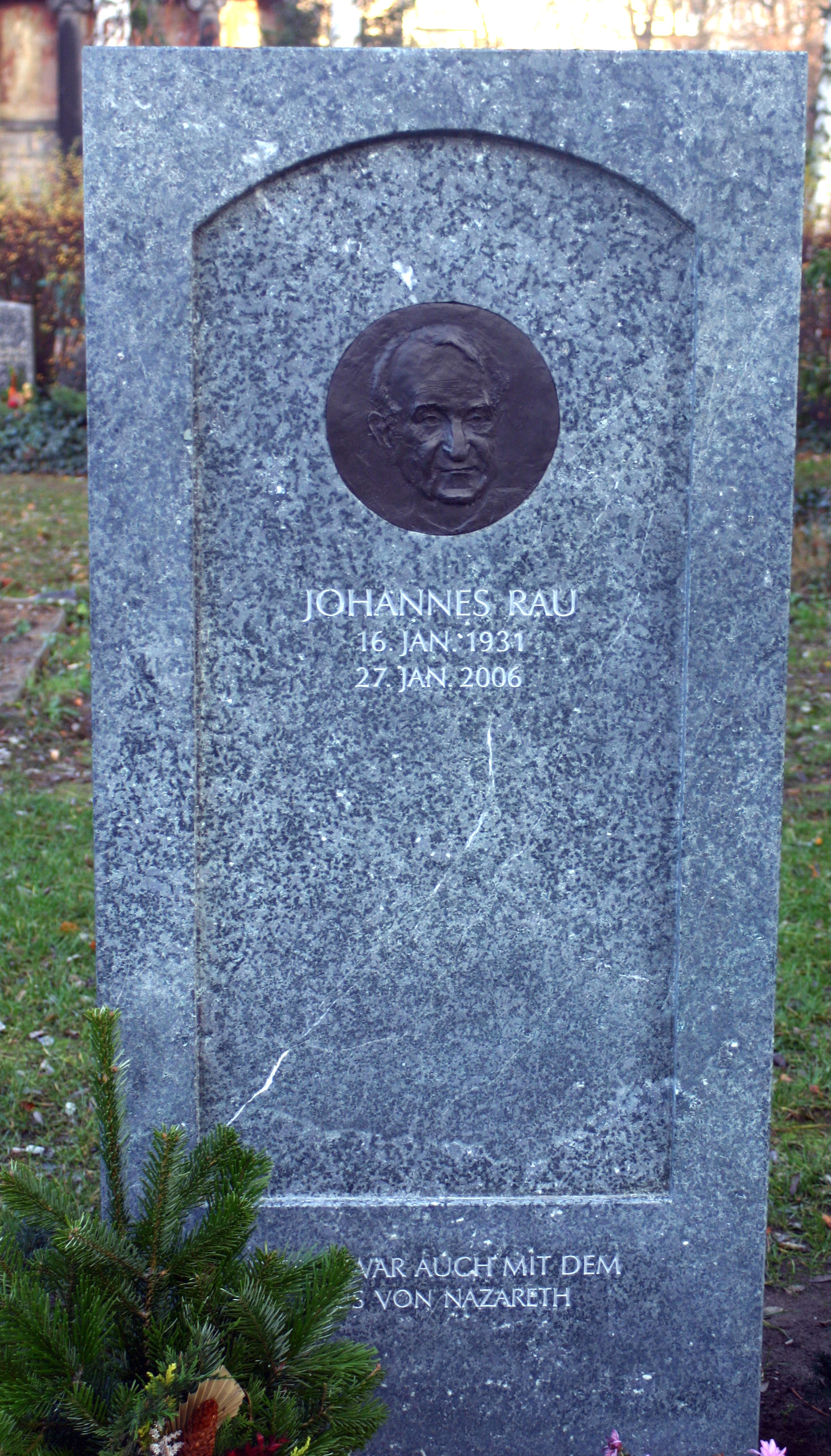
Raus grav
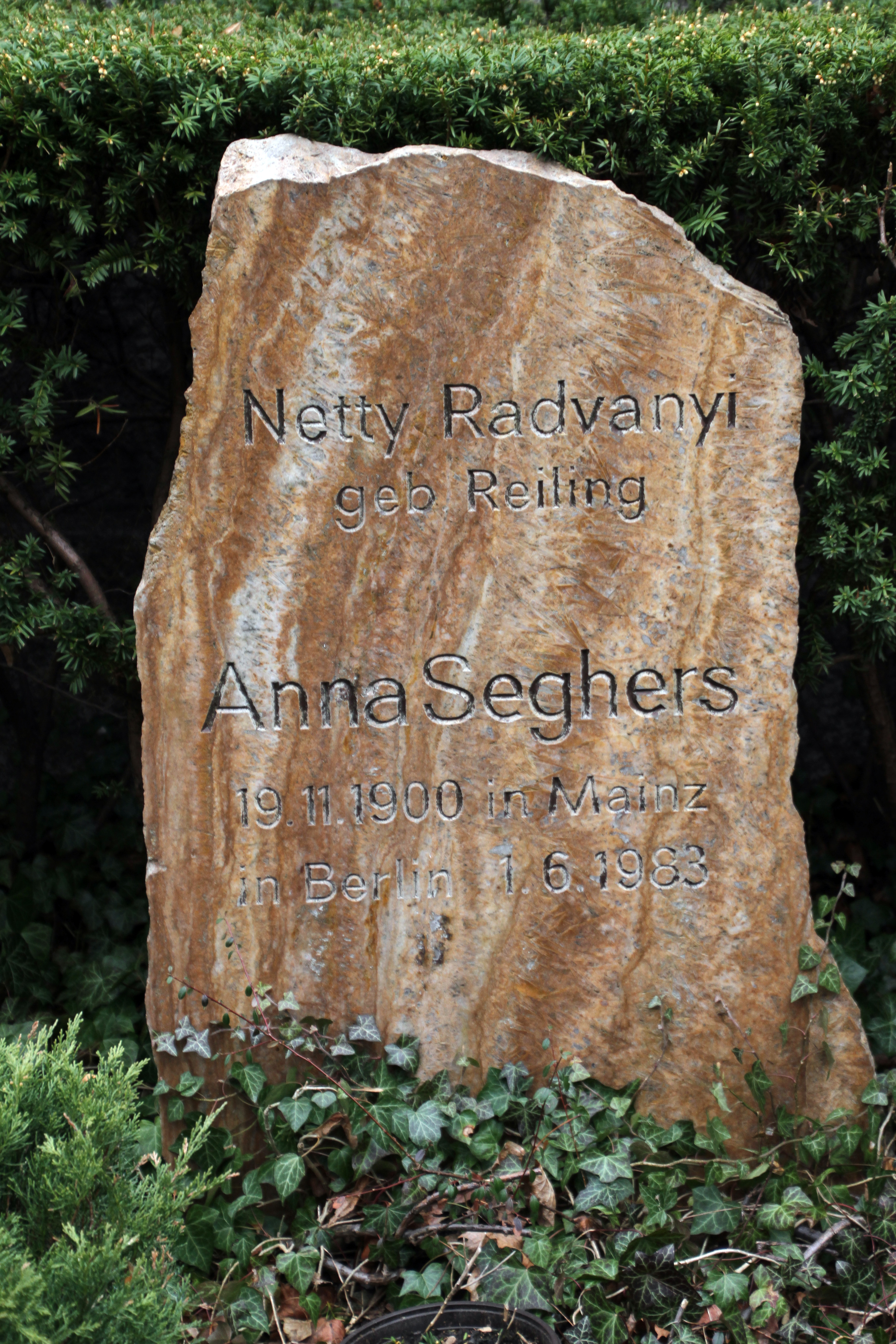
Anna Seghers grav